# シンミン
シンミン（심민、本名シム・スンミン（심순민）、1983年4月28日 - ）は、韓国出身の女優、タレント。血液型はA型。身長は168cm。

## 特徴
- 趣味は、映画鑑賞、部屋飾り。
- 特技は、ダンス。
- 好きな食べ物は、みそラーメン。

## 略歴
- 韓国の音楽専門チャンネルであるM.netのビデオジョッキー選抜大会で金賞を獲得、それをきっかけとして韓国芸能界でデビューした。
- 2006年7月16日、ハロー!プロジェクト留学生となる事が公表された。留学期間は当初3週間の予定だったが、最終的に8月31日迄延長された。
  - 留学内容はフットサルチームGatas Brilhantes H.P.での活動をメインに、ボイストレーニングやダンスレッスン、日本語の勉強を通じて「ハロー!プロジェクト」を体験する事。
    - ボイストレーニングの最初の課題曲は後藤真希の「スッピンと涙。」。
    - ダンスレッスンの最初の課題曲は後藤真希の「抱いてよ! PLEASE GO ON」。
- 2006年7月20日、お台場冒険王で実施されたGatas Brilhantes H.P.の公式練習に参加した。これがハロー!プロジェクトファンへのお披露目となる。一般の練習にはこれ以前から数回参加していた。
- 2006年8月7日、MIX GATASのメンバーとして試合（お台場冒険王“真夏の女王”決定戦予選グループC）に初参加。背番号16。
- 2006年8月22日、MIX GATASのメンバーとしてお台場冒険王“真夏の女王”決定戦予選グループDに参加。

## 出演
- 2015年 私の美しい花嫁（別題：『リミット』）[1]
- 2015年 想像ネコ（朝鮮語版） - ホ・コンジュ役[2]
- 2017年　tvN　シカゴ・タイプライター 시카고 타자기